# Princeton (Indiana)
Pour les articles homonymes, voir Princeton.
La ville de Princeton est le siège du comté de Gibson, situé dans l’État de l’Indiana, aux États-Unis. Sa population s’élevait à 8 644 habitants lors du recensement de 2010, estimée à 8 632 habitants en 2016.

## Galerie photographique

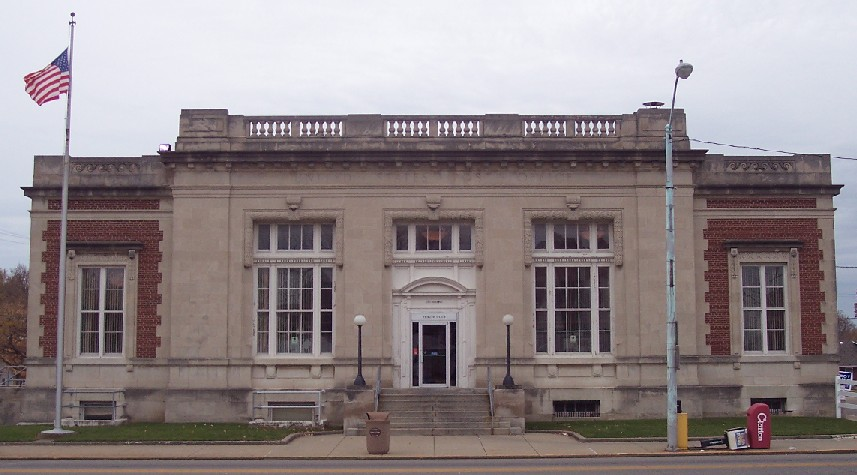
Le bureau de poste de Princeton, inauguré en 1913.
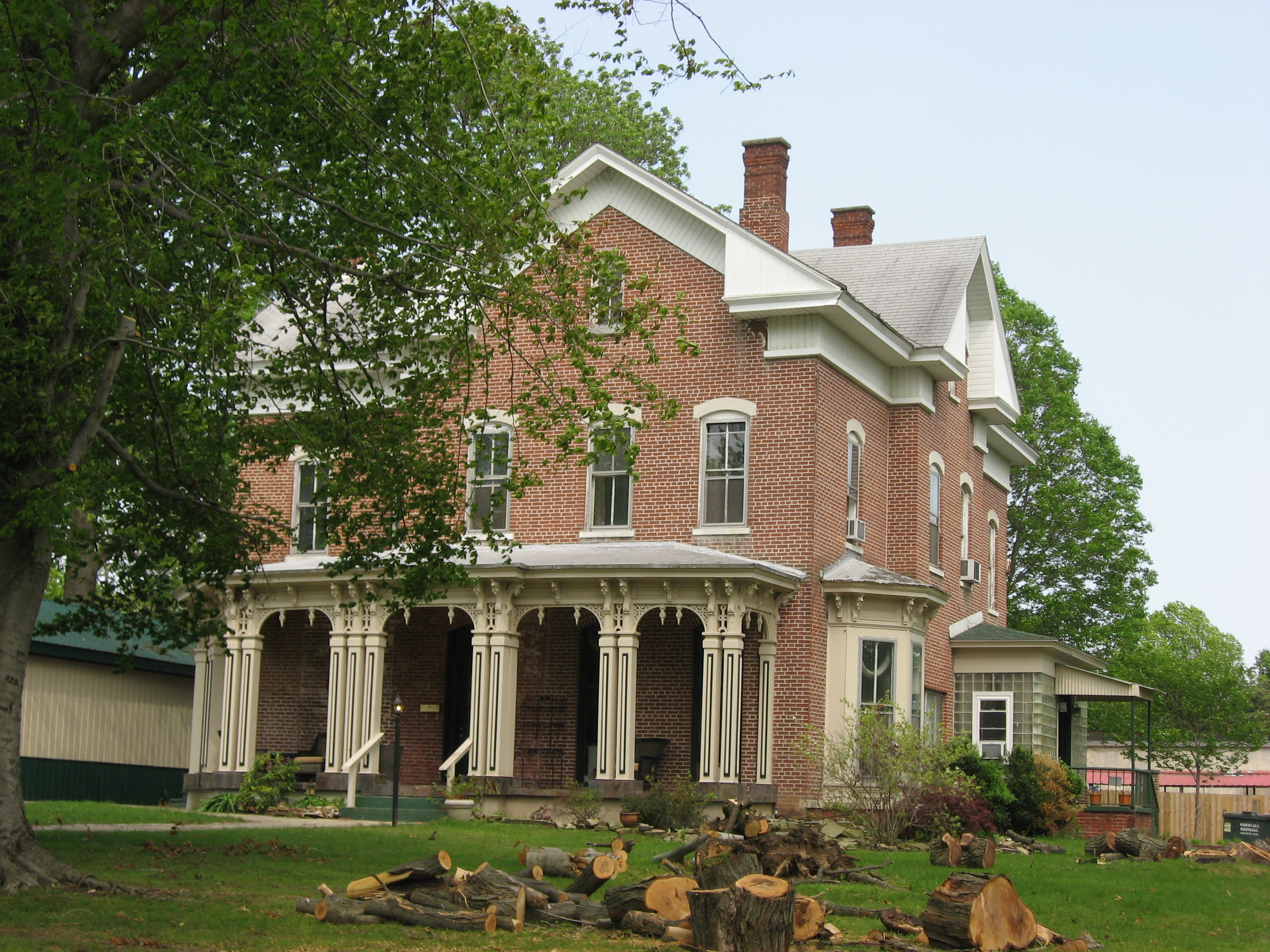
La Welborn-Ross House.
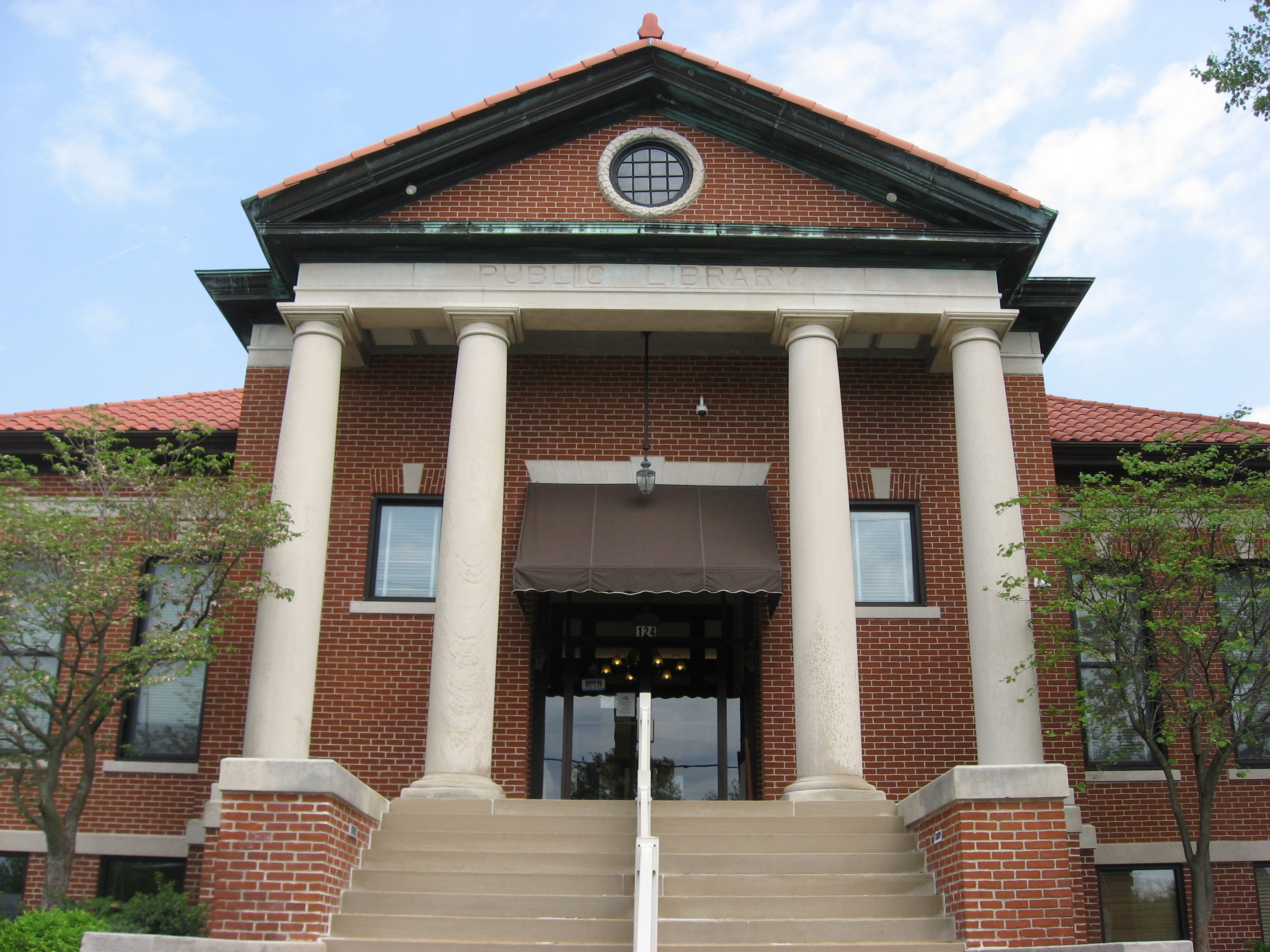
La bibliothèque Carnegie.